# Relazioni tra l'Unione europea e i microstati d'Europa

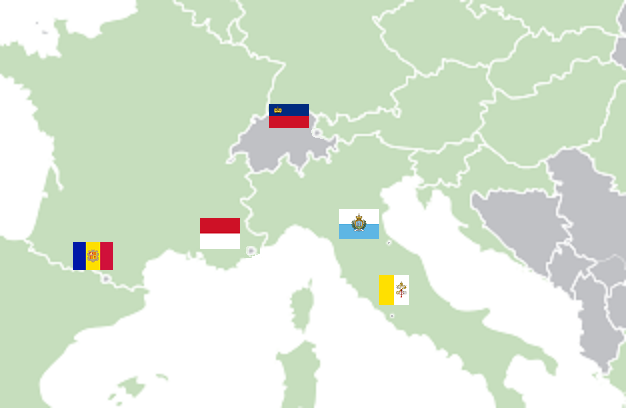
I cinque microstati europei confinanti con l'Unione europea.

In Europa c'è un certo numero di microstati, i quali, a causa della loro dimensione, sono spesso strettamente legati con un altro stato più ampio: essi hanno relazioni speciali con l'Unione europea.
Questi Stati rimangono al di fuori dell'Unione: ciò è dovuto in maggior parte al costo che l'essere membri richiederebbe, non essendo l'UE stata pensata per i microstati. Lussemburgo, Malta e Cipro sono invece membri a pieno titolo dell'Unione.

## Andorra
Andorra ha un'unione doganale con l'Unione europea dal 1991, anche se non è nei territori doganali dell'UE per i prodotti agricoli. Mantiene i suoi controlli al confine (ma solo con la Spagna) poiché è al di fuori degli accordi di Schengen, anche se i cittadini che hanno un visto Schengen di solito possono entrare. I controlli doganali sono quasi inesistenti; l'unica dogana attiva è quella fra il comune di La Farga de Moles, in Spagna, e Sant Julià de Lòria, in Andorra.
Andorra è stato l'unico microstato ad usare l'euro senza un accordo ufficiale, in quanto non aveva più la moneta che veniva usata antecedentemente all'euro: infatti ad Andorra circolavano sia il franco francese sia la peseta spagnola. Dopo sette anni di trattative con l'Unione per un accordo che le permetta di coniare proprie monete, Andorra è arrivata a coniare le proprie monete dal 1º gennaio 2014.
Al novembre 2009 il governo affermava che non vi era necessità di entrare nell'UE, ma comunque il Partito Socialdemocratico, che era all'opposizione, si diceva favorevole all'ingresso di Andorra nell'unione.

## Liechtenstein
Il Liechtenstein è l'unico microstato che è parte dello Spazio economico europeo (dal 1º maggio 1995) ed è, così, anche parte del Mercato Europeo Comune con parziale applicazione del diritto dell'Unione. Fa inoltre parte a pieno titolo degli accordi di Schengen dal 19 dicembre 2011.
Nel principato non circola l'euro, ma il franco svizzero.
Il Liechtenstein il 13 luglio 2009 ha ripreso le relazioni diplomatiche con  la Repubblica Ceca, Paese membro dell'UE, con cui aveva interrotto i rapporti fin dalla Conferenza di Monaco del 1938.

## Monaco
Il Principato di Monaco applica alcune politiche dell'Unione europea attraverso la sua speciale relazione con la Francia, uno stato membro. Monaco è parte a pieno titolo del territorio doganale dell'UE e dell'area IVA e applica molte misure dell'Unione relative all'IVA e all'accisa. Monaco è un membro di fatto della Zona Schengen (i suoi confini e il territorio doganale sono trattati come parte della Francia) ed è un membro di fatto della zona euro (conia le proprie monete, avendo precedentemente avuto la propria moneta legata col rapporto di 1 a 1 col franco francese). Esso ha implementato la direttiva UE sulla tassazione degli interessi sui risparmi.

## San Marino
San Marino ha un confine aperto (anche se non fa parte formalmente di Schengen) e un'unione doganale (dal 2002, comprendente l'agricoltura) con l'Unione europea; esso usa anche l'euro e può coniare le proprie monete. Il partito di maggioranza di centro-destra, Alleanza Popolare dei Democratici Sammarinesi, ha detto di non essere a favore dell'entrata nell'UE.
Nel piccolo stato si è tenuto un referendum propositivo sull'adesione all'Unione Europea il 20 ottobre 2013: anche se ha prevalso una leggera percentuale di voti a favore, il quorum non è stato raggiunto e la proposta referendaria è stata bocciata. La Repubblica adotta l'euro in base ad accordi bilaterali con la banca centrale e non ha controlli doganali ai confini con l'Italia pur non essendo firmataria degli accordi di Schengen.

## Città del Vaticano
La Città del Vaticano è il più piccolo stato riconosciuto del mondo, ha il confine in parte aperto con l'Italia e desidera entrare nel Sistema Informativo di Schengen.
Lo Stato mantiene i controlli all'entrata, ma non all'uscita.
Essa usa e conia gli euro ufficialmente. Poiché è lo stato più piccolo fra quelli che coniano gli euro, le monete sono diventate estremamente rare e le più difficili e costose da collezionare.

## Visione complessiva
Andorra, San Marino, Monaco e la Città del Vaticano usano l'euro e hanno il diritto di coniare un limitato numero di euromonete perché hanno usato o sono stati legati alle vecchie valute dell'eurozona.
Tutti tranne Andorra sono parte degli accordi di Schengen o hanno i confini aperti con l'Unione. San Marino e Andorra sono in unione doganale con l'UE. Tutti i microstati fanno anche parte di altre organizzazioni come il Consiglio d'Europa e l'Organizzazione per la sicurezza e la cooperazione in Europa (Città del Vaticano è membro solo dell'OSCE).